# Gadingrejo (Juwana)
Gadingrejo is een bestuurslaag in het regentschap Pati van de provincie Midden-Java, Indonesië. Gadingrejo telt 2162 inwoners (volkstelling 2010).